# Euphyes holomelas
Euphyes holomelas is een vlinder uit de familie van de dikkopjes (Hesperiidae). De wetenschappelijke naam van de soort is voor het eerst geldig gepubliceerd in 1891 door Paul Mabille. Dit taxon wordt wel beschouwd als een ondersoort van Cynea anthracinus.